# توماس اربينغهام
كان السير توماس إيربينغهام كغ (حوالي 1355-27 يونيو 1428) جنديًا ومديرًا إنجليزيًا خدم بإخلاص ثلاثة أجيال من عائلة لانكستر بما في ذلك الملوك الإنجليز هنري الرابع وهنري الخامس ، وقد امتدت مسيرته العسكرية لأربعة عقود. بعد اغتصاب لانكاستر للعرش الإنجليزي في عام 1399 ، تغيرت حياته المهنية في خدمتهم مع صعوده إلى الصدارة الوطنية ، ومن خلال وصوله إلى الرعاية الملكية ، اكتسب ثروة وتأثيرًا كبيرين.
وُلد إيربينغهام في مقاطعة نورفولك الإنجليزية ، وحصل على لقب فارس عندما كان شابًا. في عهد ريتشارد الثاني ، خدم تحت قيادة عم الملك جون جاونت ، دوق لانكستر ، في إسبانيا واسكتلندا ، وكان مع ابن جاونت هنري بولينغبروك في الحروب الصليبية في ليتوانيا وبروسيا والأراضي المقدسة. رافق إيربينغهام بولينغبروك إلى المنفى في أكتوبر 1398 ، وكان معه عندما هبط في رافينسبور في يوليو 1399 لاستعادة ميراثه كدوق لانكستر ، بعد أن خسر ريتشارد أراضيه.
كافأ بولينغبروك إيربينغهام بتعيينه شرطيًا في قلعة دوفر وحارسًا لموانئ سينك ، وبعد صعوده إلى العرش باعتباره هنري الرابع ، جعله حارسًا للعائلة المالكة. ساعد إيربينغهام لاحقًا في قمع صعود عيد الغطاس وعُين وصيًا على ابن هنري الثاني توماس. كان عضوًا في مجلس الملكة الخاص ، وعمل في وقت ما كمارشال إنجلترا. لقد حاول أن يكون هنري لو ديسبنسر ، أسقف نورويتش المناهض لانكستريان ، يُحاكم باعتباره متمردًا.
عندما أصبح ملكًا في عام 1413 ، عين هنري الرابع ، ابن هنري مونماوث ، إيربينغهام وكيلًا للأسرة الملكية. تميز عهد هنري الرابع بالخروج على القانون ، لكن هنري الخامس ومسؤوليه أثبتوا أنهم موهوبون بشكل غير عادي ، وفي غضون اثني عشر شهرًا أعيد تأسيس القانون والنظام في جميع أنحاء إنجلترا. في عام 1415 ، تم إجبار إيربينغهام على العمل بمثابة لافتة فارس ، وانضم إلى حملة هنري لاستعادة أراضي أجداده المفقودة في فرنسا ونورماندي. ترأس اربينغهام استسلام هارفلور. في 25 أكتوبر 1415 ، قاد الرماة في معركة أجينكورت ، حيث تم وضعه إلى جانب الملك.
تزوج اربينغهام مرتين ، لكن كلا الزيجين كانا بلا أطفال. كان أحد المستفيدين من مدينة نورويتش ، حيث بنى بوابة الكاتدرائية الرئيسية التي تحمل اسمه. توفي في 27 يونيو 1428 ، ودفن في كاتدرائية نورويتش.

## النسب والحياة المبكرة
وُلد توماس إيربينغهام في حوالي عام 1355 ، وهو ابن السير جون إيربينغهام من إيربينغهام في نورفولك بإنجلترا. مثل الجد المحتمل روبرت إيربينغهام نورفولك في البرلمانات خلال ثلاثينيات وأربعينيات القرن الثالث عشر.  امتلك السير جون منزلاً في نورويتش في Conisford Lane ، الآن شارع King Street. ربما وُلد توماس ، الذي كان سيعرف المنزل ، هناك.
لم يذكر كتاب سيرته هوية والدة إيربينغهام. في سبتمبر 1368 ، ربما سافر مع والده إلى آكيتاين في خدمة إدوارد الأمير الأسود. توفي السير جون في إنجلترا في 1 أغسطس 1370 ، ودُفن في الكنيسة في إيربينغهام.

## وظيفة مبكرة

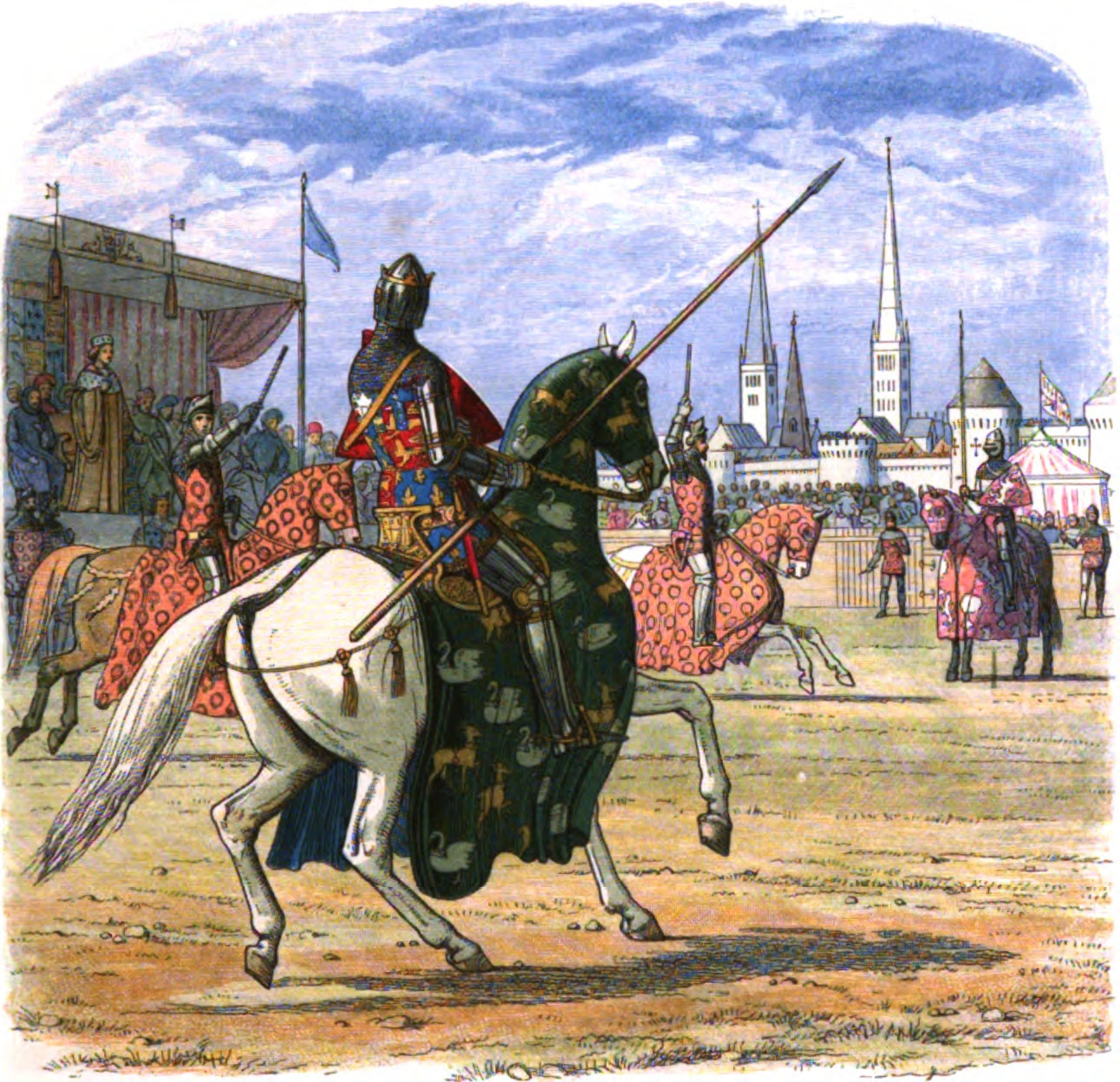
ريتشارد الثاني يوقف المبارزة بين هنري بولينجبروك، الدوق الأول لهيريفورد، وتوماس دي موبراي، الدوق الأول لنورفولك.

### الخدمة العسكرية المبكرة
خدم إيربينغهام تحت قيادة ويليام أوفورد ، إيرل سوفولك الثاني عام 1372 وكان مع سوفولك في فرنسا في العام التالي. في عام 1379 كان يخدم تحت قيادة كابتن كاليه ، ويليام مونتاجو ، إيرل سالزبوري الثاني. في صيف عام 1380 ، تم تعيينه في حاشية جون جاونت ، دوق لانكستر ، وهو قائد عسكري والابن الثالث الباقي لإدوارد الثالث ملك إنجلترا ، والذي كان سالزبوري قد خدم معه مؤخرًا. أعطى الخدمون بعقود طويلة ولاءهم مدى الحياة في عقد شخصي مكتوب - تم الاتفاق على شروط الخدمة والدفع ، ونادرًا ما تم تخفيف هذه الشروط. 